# Єльці
Єльці́ (пол. Jelce) — давній руський (український) шляхетський рід герба Леліва, одного походження з Вороничами (пол. Woronicz, Woronowicz) герба Клямри. Предок їх, Іван Єлець, був наприкінці XV століття київським землевласником (зем'янином).

## Герби
Рід Єльців також використовував відміни шляхетського герба Леліва:
1. герб Єльці — у нашоломнику дві золоті хоругви з трьома полями одна над одною, як на гербі Хоругви Кмітів (інша назва Радван Щедрий);
2. герб Єльці ІІ — у полі над зіркою дві золоті хоругви з трьома полями одна над одною, а в нашоломнику дві срібні клямри у вигляді діагонального (Андріївського) хреста, як на гербі Клямри.
У Берестейському воєводстві Великого князівства Литовського та Підляшші рід Єльців використовував герб Порай.

Єльці • Jelce[3]
Єльці ІІ • Jelce II[4]
Порай • Poraj[3]

## Представники
Іван Єлець мав двох синів, Федора та Яцка, яким король Казимир IV повернув у XV столітті маєтки Лучин, Турбів та інші. Від цих братів походять дві гілки сім'ї. Перша оселилася в Литві, друга успадкувала маєтки на Київщині.

### Київська гілка
Родовим гніздом цих старих київських землевласників був Лучин, над річкою Турбівка (до річки Ірпінь), що належав їм ще з XV століття.
З 1507 року в Овруцькім повіті на річці Кам'янці, правому притоці річки Уж, володіли Литвиновичами, яким згодом було надане ім'я Ксаверів; з 1511 року — Козаровичами в чорнобильських околицях вище гирла річки Ірпінь, що король Сигізмунд I Старий надав своїм привілеєм Яцку Єльцю разом із землями над річкою Тетерів:
1545 року Єльцям вже належать землі, починаючи з півдня: старе їх гніздо Лучин у верхів'ях річки Ірпінь в київських околицях; малинський маєток біля овруцького кордону у пониззі річки Ірші площею 5,20 квадратні милі; Народичі над самою річкою Уж, в гирлі річки Жерев; Ремези (зараз Єльський район Гомельської області, Білорусь) за річкою Словечна, над річкою Чертень біля мозирського кордону. 1552 року в чорнобильських околицях додалися Левковичі на річці Вересня (до річки Уж).
Це значне, хоча і розпорошене, майно ще на початку XVII століття здебільшого належало роду Єльців.
1625 року київський хорунжий Федір Єлець (якийсь час також мав уряд київського підвоєводи за Томаша Замойського) був призначений «королем Його Милістю і Річчю Посполитою» одним із комісарів «для приведення до належного стану Війська Запорозького й оголошення йому королівської волі» при укладенні Куруківського договору.

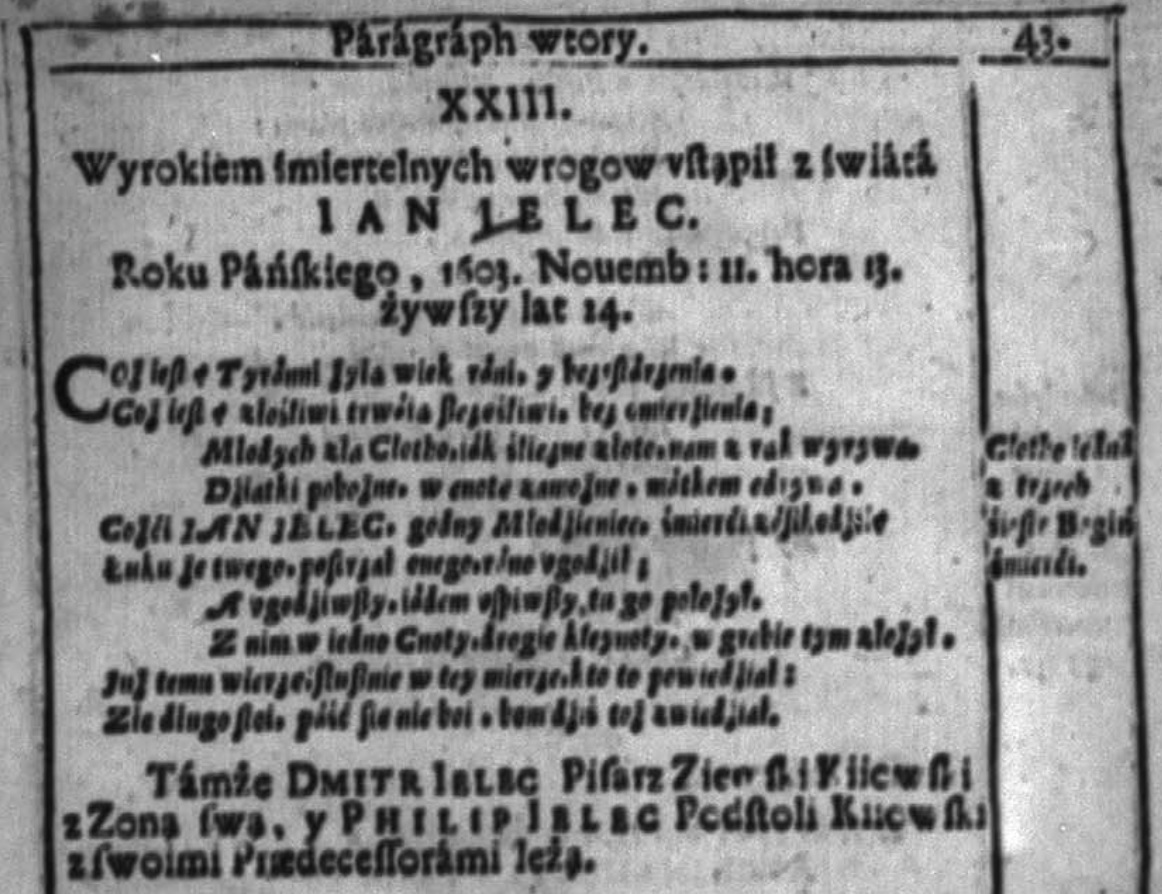
Епітафія на честь Яна Єльця та інформація про інших членів роду, похованих у Києво-Печерському монастирі. З праці Атанасія Кальнофойського «Тератургіма», 1638 рік.

У трактаті ченця Києво-Печерської лаври Атанасія Кальнофойського «Тератургіма або дива…», який був виданий 1638 року польською мовою у Києві, поряд з описами 64 див, які відбувалися між 1594 та 1638 роками, розміщено 31 епітафію з надгробків відомих осіб, похованих у монастирі. Так під двадцять третім надгробком поховані представники роду Єльців — київські нобілі Ян (поет) та Дмитро Федорович (писар земський київський) разом з дружиною, Філіп (підстолій київський) «зі своїми попередниками лежать».
В наступні роки київська гілка Єльців переходить у жіночу лінію родів Байбузів (Анна — дружина Михайла, мати гетьмана реєстрових козаків Тихона Байбузи), Слоцьких, Дефрессів і Красицьких (Маріанна — бабуся по материнській лінії останнього князя-єпископа Вармійського Ігнація Красицького). Ця гілка вважається остаточно згаслою з 1780 року.

#### Відбитки особистих печаток
Особисті печатки XVI — XVII століть представників роду Єльців за матеріалами київських архівосховищ:

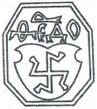
Федір Єлець, 1514
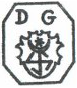
Дмитро Єлець, 1585
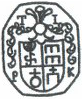
Федір Єлець, 1624
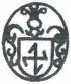
Теодор Єлець, 1634

### Волинська губернія
Рід Єльців внесений до I частини (роди дворянства жалуваного або дійсного) списку дворян Волинської губернії на 1906 рік, герб Леліва:
1. Людвік-Іосиф — син Якова Антонова (указ Урядуючого Сенату Російської імперії № 5150 від 30 червня 1845 року);
1.1. Генріх-Станіслав (указ № 3735 від 9 квітня 1859 року);
1.1.1. Павлина-Марія (указ № 610 від 21 лютого 1898 року);
1.1.2. Іосиф (указ № 610 від 21 лютого 1898 року);
1.1.3. Петро (указ № 610 від 21 лютого 1898 року);
1.1.4. Микола (указ № 610 від 21 лютого 1898 року).
1.2. Станіслав-Мартін (указ № 3735 від 9 квітня 1859 року);

### Гродненська губернія
Єлець Іван (Ян) — дворянин Гродненської губернії Пружанського повіту; учасник Польського повстання 1863—1864 років. 1864 року був визнаний політичним злочинцем та позбавлений судом прав на майно, яке підлягало конфіскації до казни. Засуджений на заслання до Тобольської губернії.
Рід Єльців внесений у дворянську родовідну книгу Гродненської губернії на 1900 рік під № 968 до «Списку родів без позначення родовідної книги».

## Списки дворян
- Волинська губернія, 1906 рік
- Гродненська губернія, 1900 рік